# Sahnecreme
Sahnecreme ist eine Zubereitung aus Sahne, die sowohl süß als auch herzhaft sein kann. Sahnecremes können als Füllung für feine Backwaren verwendet werden, wobei sie mit Geschmack gebenden Stoffen versetzt werden (z. B. Vanille-, Mokka-, Apfel-Meerrettich-, Schinken-Sahnecreme u. v. m.). Der Gehalt an Schlagsahne beträgt mindestens 20 Prozent, aber weniger als 60 % und als eventuell zugesetztes Fett wird nur Milchfett verwendet. Die Bezeichnung „Sahnecreme“ ist nicht abhängig von der Stabilisierung des Erzeugnisses mit einem Bindemittel. Auch Fische und Fischerzeugnisse in Sahnecremes sind üblich.

## Zusammensetzung und Herstellung
Sahne kann frisch aufgeschlagen und mit einem Bindemittel (wie Gelatine) stabilisiert werden. Eine weitere Zubereitung ist die gekochte Sahnecreme, wie z. B. Canache.
Für Sahnecreme wird Eigelb mit Zucker im Wasserbad aufgeschlagen und anschließend heruntergekühlt. Daraufhin wird Gelatine unter die Eimasse gezogen, bevor geschlagene Sahne untergehoben wird. Sahnecreme wird oft durch Aromen angereichert. Typisch sind zum Beispiel Fruchtaromen, Kaffee, Honig und alkoholische Getränke wie Rum und Rotwein.

## Verwendung
In Torten wird die Sahnecreme in der Regel zwischen Tortenböden gestrichen und eventuell mit anderen Zutaten wie Früchten oder Nüssen bedeckt. Durch die Gelatine wird die Creme steif und verleiht der Torte eine gewisse Festigkeit. Oft wird die Torte auch von außen mit Sahnecreme überzogen. Auch verwendet wird Sahnecreme als Füllung für kleine Gebäckstücke, wie Brandmassegebäck (Windbeutel) oder Plunder. Des Weiteren wird Sahnecreme häufig als Füllung für Biskuitrollen verwendet.